# Чжоу Югуан
Чжо́у Югуа́н (кит. упр. 周有光, пиньинь Zhōu Yǒuguāng, палл. Чжоу Югуан; 13 января 1906, Чанчжоу, Империя Цин — 14 января 2017, Пекин, КНР) — китайский долгожитель, лингвист и экономист, признанный «отцом пиньиня» — официально принятой в КНР системы латинской транскрипции китайских иероглифов. Настоящее имя — Чжоу Яопин (кит. упр. 周耀平, пиньинь Zhōu Yàopíng, палл. Чжоу Яопин).

## Биография
Окончил Университет Святого Иоанна в Шанхае, учился на экономиста и прошёл дополнительный курс по лингвистике. В 1925 году во время Движения Тридцатого мая перевёлся в Университет Гуанхуа, который окончил в 1927 году. Некоторое время стажировался в Японии, сначала в Токийском, а затем — в Киотском университетах, посещал лекции профессора Хадзимэ Каваками. Однако после ареста последнего за членство в компартии оставил университет. До своего возвращения в Шанхай с образованием в 1949 году Китайской Народной Республики работал банкиром и экономистом за рубежом, в том числе в Нью-Йорке и Лондоне.
Лингвистика была его хобби, и в 1952—1954 годах опубликовал две книги о фонетическом письме и алфавите китайского языка.
Как и многие другие интеллектуалы, Чжоу был сослан в деревню во время Культурной революции, а также провёл два года в трудовом лагере.

### Создание пиньиня
В октябре 1955 года для создания транскрипции китайского языка Центральный комитет Коммунистической партии Китая организовал совещание, для участия в котором премьер Государственного совета КНР Чжоу Эньлай пригласил Чжоу Югуана, в совершенстве знавшего английский, французский и японский языки. В то время Чжоу Югуан занимал должность профессора в Фуданьском и Шанхайском финансово-экономическом университетах. На совещании его уговорили оставить экономику и заняться изучением китайской письменности, и в итоге он остался работать в Пекине в комитете по реформе китайского языка.
Уже в феврале 1956 года комитет подготовил проект фонетической транскрипции китайского языка и представил его на обсуждение в стране и за рубежом. После доработок и обоснований, в 1958 году проект, получивший название «пиньинь» (более официально — «ханьюй пиньинь», то есть «запись звуков китайского языка») был принят на очередной сессии ВСНП и начал распространение по всей стране.
Умер в своём доме в Пекине 14 января 2017 года, на следующий день после своего 111-го дня рождения.

### Личная жизнь
30 апреля 1933 года Чжоу Югуан женился на Чжан Юнхэ, с которой прожил до её смерти 14 августа 2002 года, их брак продлился 69 лет и 106 дней. У пары было двое детей: сын, Чжоу Сяопин (1934—2015) и дочь, Чжоу Сяохэ (1935—1941).